# 海灣省 (多哥)
6°08′N 1°12′E / 6.133°N 1.200°E
海灣省（Golfe Prefecture），是多哥的30個省份之一，位於該國南部，由濱海區負責管轄，首府設於洛美，面積280平方公里，2010年人口1,570,283，人口密度每平方公里5,608人。